# Opius hemifuscus
Opius hemifuscus är en stekelart som beskrevs av Fischer 1966. Opius hemifuscus ingår i släktet Opius och familjen bracksteklar. Inga underarter finns listade i Catalogue of Life.